# Здравец (Пловдивская область)
Здравец (болг. Здравец) — село в Болгарии. Находится в Пловдивской области, входит в общину Лыки. Население составляет 61 человек.

## Политическая ситуация
Кмет (мэр) общины Лыки — Красимир Славчев Манов (Болгарская социалистическая партия (БСП)) по результатам выборов.